# Max Fritz Mulert
Max Fritz Mulert (* 8. März 1888 in Benfeld; † 17. Juni 1974) war ein deutscher Verwaltungsjurist.
Mulert studierte Rechtswissenschaften und war bis 1919 Regierungsassistent im Reichsland Elsaß-Lothringen. Im September 1919 wurde er an das Landratsamt Langenschwalbach versetzt. Im Mai 1920 wurde er mit der Verwaltung des Landratsamtes des Kreises Bütow beauftragt. Er war Mitglied der DDP. Aufgrund politischer Differenzen mit der Mehrheit des Kreistags wurde er abberufen und im August 1921 an die Regierung Arnsberg versetzt. Im Dezember 1921 wurde er mit dem Titel eines Regierungsrates dort für das Kommunalressort zuständig. Am 21. Juli 1925 wurde er vertretungsweise, am 16. Dezember 1925 vorläufig und am 18. Dezember 1925 definitiv Landrat im Kreis Fritzlar. Am 10. August 1929 wurde er in den einstweiligen Ruhestand versetzt und ab dem 7. Mai 1930 bei der Regierung Osnabrück wiederbeschäftigt. 1934 wechselte er zur Regierung Düsseldorf und 1941 zur Regierung Magdeburg. 1944 wurde er vorübergehend an die Regierung Hohensalza abgeordnet. Später lebte er in Detmold.

## Weblink
- Mulert, Max Fritz. Hessische Biografie.  In: Landesgeschichtliches Informationssystem Hessen (LAGIS).